# 长沙图书馆
长沙图书馆坐落于中国长沙新河三角洲长沙滨江文化园内，西滨湘江，北临浏阳河，是一家地市级综合性公共图书馆。

## 历史
- 1960年7月，省立中山图书馆（即现湖南图书馆）将其设在长沙市青少年宫内的图书外借处和青少年阅览室以及潮宗街的少儿阅览室下放长沙市。长沙市将其与市文化馆的图书室、少儿阅览室合并，建立独立的长沙市图书馆，并于10月1日向市民开放。[2]
- 1960年11月，该馆由青少年宫内迁到中山西路104号（先锋厅），馆舍面积83平方米。文革期间，该馆遭受摧残与破坏，工作人员除一人留守外，全部下放农村劳动，藏书损失惨重，名存实亡。[2]
- 1971年4月，长沙市革命委员会将该馆迁到湘春路市工人文化宫内，与市文化馆、市工人文化宫合并，成立“长沙市工农兵文艺创作室”，下设图书组于1972年元旦恢复对社会开放。[2]
- 1975年9月，该馆再次恢复建制，借用市工人文化宫场地开展业务工作。[2]
- 1979年开始，该馆争取省市政府先后拨款100余万元，在市内名胜定王台兴建新馆。[2]

## 新馆
长沙图书馆新馆于2007年12月破土动工，2015年12月28日正式开馆。新馆总建筑面积3.13万平方米，共5层，现有藏书100万册，规划藏书200万册，每天可接待读者10000余人次。
长沙图书馆新馆外形设计表现建筑“有如由河流冲击出来的沙堆砾石一般，从大地之间崛起，以倔强不息的姿态，屹立于湘江和浏阳河的汇合处，象征着开放创新的‘湖湘精神’和刚强勇敢的‘湖南性格’”。图书馆外墙设计方案取材于《荀子·劝学篇》，展现了图书馆的文化底蕴。
长沙图书馆主要设置有社科文献借阅室、自科文献借阅室、报刊借阅室、儿童借阅室、青少年借阅室、视障文献借阅室、电子文献阅览室、多元文化馆、长沙人文馆、多功能报告厅、新三角创客空间、24小时自助图书馆、咖啡书吧、乐之书店、阅读花园等二十多个功能区域。

## 图集

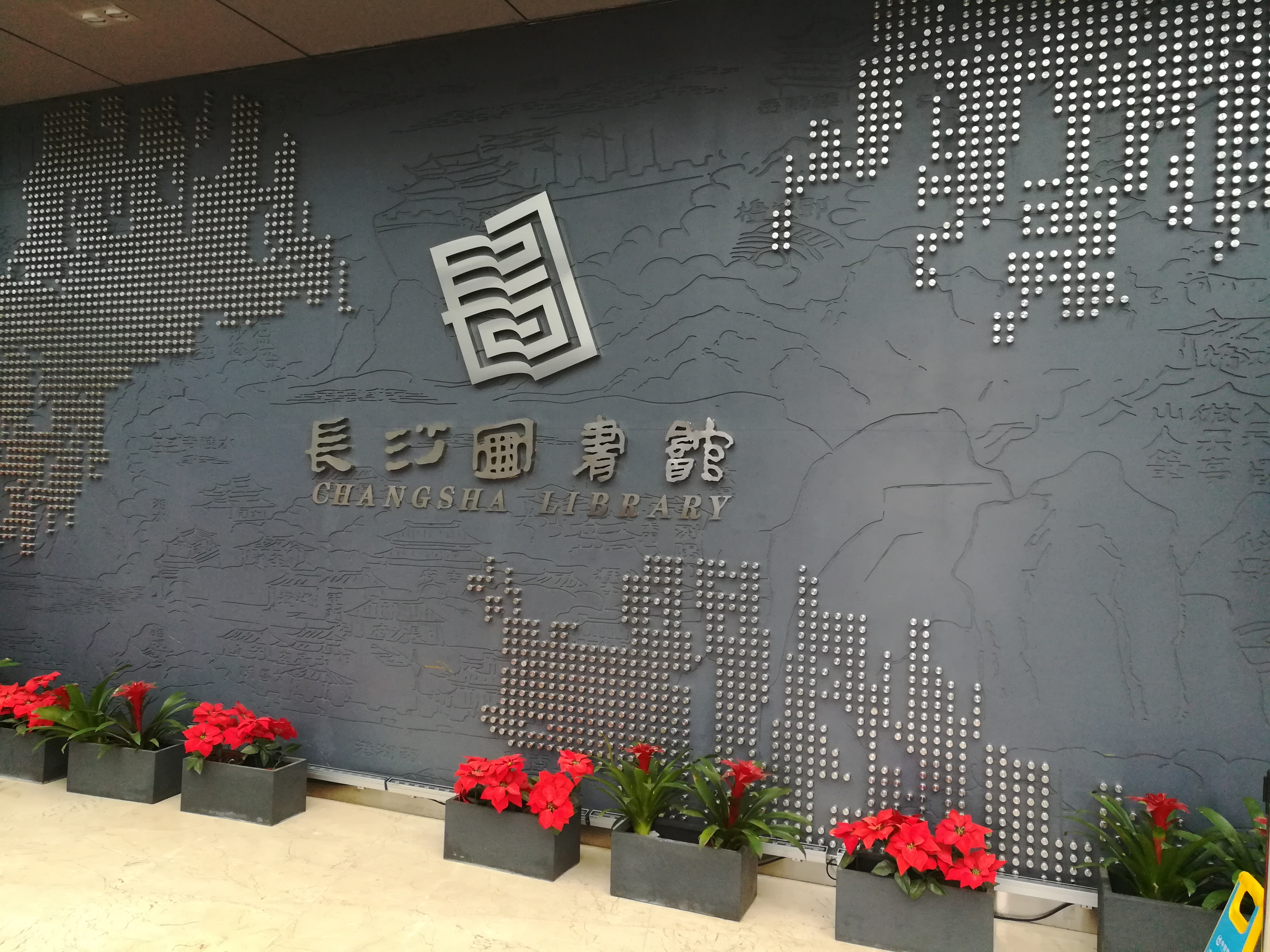
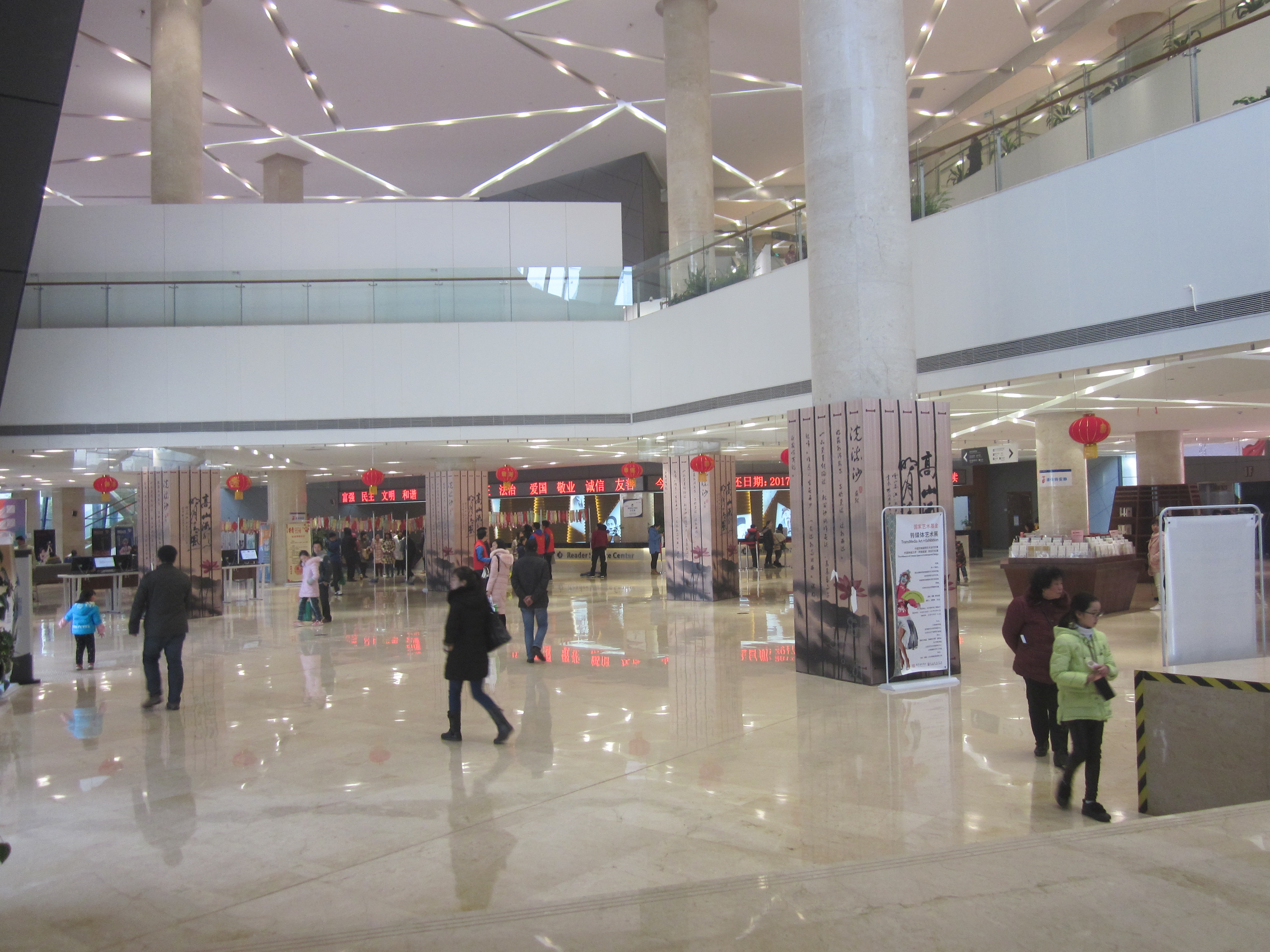
一楼
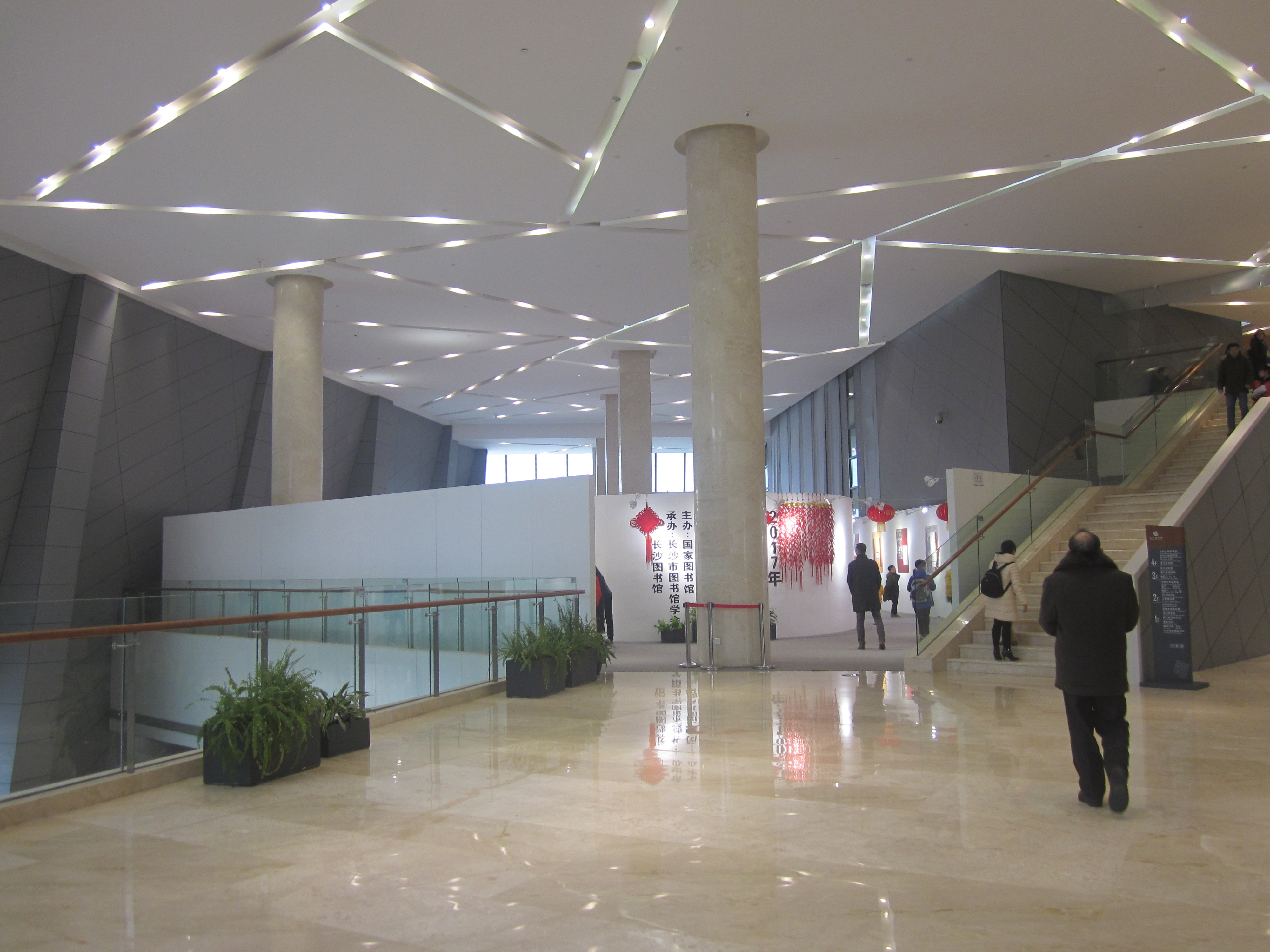
二楼
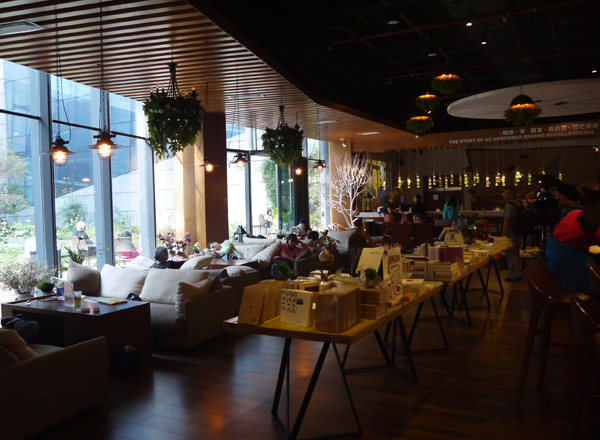